# 33907 Christykrenek
33907 Christykrenek è un asteroide della fascia principale. Scoperto nel 2000, presenta un'orbita caratterizzata da un semiasse maggiore pari a 2,3351367 au e da un'eccentricità di 0,1954684, inclinata di 6,13550° rispetto all'eclittica.